# Marquesado de San Esteban de Castellar
El Marquesado de San Esteban de Castellar es un título nobiliario español creado el 28 de septiembre de 1896 por el rey Alfonso XIII a favor de Emilia Carlés y Tolrá, viuda de Tolrá, en recompensa por los beneficios dispensados al pueblo de San Esteban de Castellar, llamado actualmente Castellar del Vallés.

## Marqueses de San Esteban de Castellar
|                                     | Titular                        | Periodo                   |
| Creación por Alfonso XIII           | Creación por Alfonso XIII      | Creación por Alfonso XIII |
| ----------------------------------- | ------------------------------ | ------------------------- |
| I                                   | Emilia Carlés y Tolrá          | 1896-1915                 |
| II                                  | Emilio Carles Tolrá y Amat     | 1915-1940                 |
| Rehabilitación por Francisco Franco |                                |                           |
| III                                 | José María Carles-Tolrá y Coll | 1964-1968                 |
| IV                                  | Emilio Carles-Tolrá y Bofill   | 1970-2013                 |

## Historia de los Marqueses de San Esteban de Castellar
- Emilia Carlés y Tolrá (1848-1915), I marquesa de San Esteban de Castellar. Le sucedió, por autorización a desigar sucesor, su sobrino:

- Emilio Carles-Tolrá y Amat (1864-1940), II marqués de San Esteban de Castellar.

1. Casó con Rosa Coll y Carles. Le sucedió, por rehabilitación, su hijo:

- José María Carles-Tolrá y Coll (1895-1968), III marqués de San Esteban de Castellar.

1. Casó con María de los Ángeles Bofill Benessat. Le sucedió su hijo:

- Emilio Carles-Tolrá y Bofill (1927-2013), IV marqués de San Esteban de Castellar.

1. Casó con María Rosa Dexeus y Trías de Bés.

Su única hija, María Soledad Carles-Tolrá Dexeus, no solicitó la sucesión del título, por lo que actualmente se encuentra incurso en caducidad, siendo únicamente posible su rehabilitación hasta el año 2053, fecha a partir de la cual quedará suprimido definitivamente.